# روبرت ألين (ضابط)
روبرت ألين (بالإنجليزية: Robert Allen)‏ هو ضابط أمريكي، ولد في 15 مارس 1811 في West Point, Columbiana County, Ohio ‏ في الولايات المتحدة، وتوفي في 5 أغسطس 1886 في سويسرا.